# Zbigniew Wirowski
Zbigniew Wirowski (ur. 9 października 1927 w Kątach, zm. 6 czerwca 1992 w Puławach) – prof. dr hab. nauk rolniczych, autor podręczników, prac naukowych i publikacji z zakresu hodowli roślin i chmielarstwa, wieloletni pracownik Instytutu Nawożenia i Gleboznawstwa w Puławach, wykładowca Akademii Rolniczej w Lublinie, Przewodniczący Komisji Naukowej Międzynarodowej Organizacji Producentów Chmielu IHB.

## Życiorys
Syn Teodora Wirowskiego i Emilii z Błociszewskich. Urodził i wychował się w majątku rodzinnym swojej matki, w Kątach na Polesiu Lubelskim, gdzie mieszkał do września 1939 roku. W 1944 roku na mocy dekretu reformy rolnej majątek został znacjonalizowany i rozparcelowany. Po wojnie czasowo zamieszkał w Lublinie. W 1952 roku ukończył inżynierskie studia rolnicze w SGGW w Warszawie, a tytuł magistra otrzymał w 1965 roku w Wyższej Szkole Rolniczej w Lublinie (późniejszy Uniwersytet Przyrodniczy). Stopień doktora nauk rolniczych uzyskał w IHAR. Stopień doktora habilitowanego uzyskał w SGGW. Nominację na profesora nadzwyczajnego uzyskał w roku 1980, natomiast profesora zwyczajnego w 1989 roku z rąk ówczesnego Prezydenta RP Wojciecha Jaruzelskiego.
Pracę zawodową rozpoczął po ukończeniu studiów inżynierskich w 1952 roku, w Zakładzie Roślin Specjalnych IHAR w Puławach. Początkowo prowadził badania dotyczące biologii roślin włóknodajnych, zielarskich, oleistych, garbnikodajnych i sorga technicznego. W 1962 roku na zaproszenie swojego przyjaciela, wyjechał do Stanów Zjednoczonych, otrzymał stypendium i podjął staż w dziedzinie hybrydowej uprawy kukurydzy w Jamesville, Wisconsin oraz pracę na Uniwersytecie Kansas. Po powrocie do Puław i reorganizacji IHAR-u przechodzi do IUNG podejmując pracę początkowo w Zakładzie Fizjologii Roślin, a następnie w 1965 roku powraca do Zakładu Roślin Specjalnych, gdzie pełnił funkcję zastępcy kierownika. W 1971 roku otrzymał nominację na kierownika nowo utworzonego Zakładu Uprawy i Hodowli Chmielu. Na tym stanowisku pozostał aż do kwietnia 1992 roku, kiedy, ze względu na stan zdrowia, przeszedł na emeryturę. Po 1972 roku w swojej pracy zawodowej koncentrował się problematyką uprawy i nawożenia chmielu, a następnie hodowli nowych odmian. W okresie stanu wojennego Członek Rady Naukowej IUNG, należącej do NSZZ Solidarność.
Zbigniew Wirowski opublikował łącznie 115 publikacji, z czego: 31 prac naukowych, 2 podręczników i 82 publikacji popularnonaukowych. W jego dorobku na specjalne wyróżnienie zasługuje doskonalenie metod hodowli chmielu i ich zastosowanie w praktyce, czego wynikiem było wyselekcjonowanie i wpisanie do rejestru dwóch odmian pochodzenia zagranicznego (Nothern Brewer i Brewers Gold), współautorstwo nowych odmian krajowych (Izabella, Marynka, Sybilla, Oktawia, Zbyszko) oraz 4 nowych klonów chmielu, w tym chmielu karłowatego. Był wieloletnim członkiem, a w latach 1978-1980 Przewodniczącym Komisji Naukowej Międzynarodowej Organizacji Producentów Chmielu IHB. Za działalność naukową i wdrożeniową otrzymał szereg nagród i wyróżnień, w tym 2 nagrody I stopnia Ministerstwa Rolnictwa, odznaczony Złotym Krzyżem Zasługi, Medalem 40-lecia PRL i Odznaką Zasłużony Pracownik Rolnictwa. Zmarł po ciężkiej chorobie 6 czerwca 1992 roku. Pochowany na Cmentarzu Włostowickim w Puławach.